# 卡宗古拉大桥
卡宗古拉大桥（英語：Kazungula Bridge）是赞比西河上的一座公路铁路两用桥，位于赞比亚和博茨瓦纳边境上的卡宗古拉，于2021年5月10日开通。
大桥全长923（3,028英尺），宽18.5（61英尺），最大跨度为129（423英尺）。为避开邻国津巴布韦和纳米比亚，大桥路径略有弯曲。大桥设有双向两车道公路、人行道及单线铁路，届时将连接莫塞采－卡宗古拉－利文斯顿铁路。

## 历史

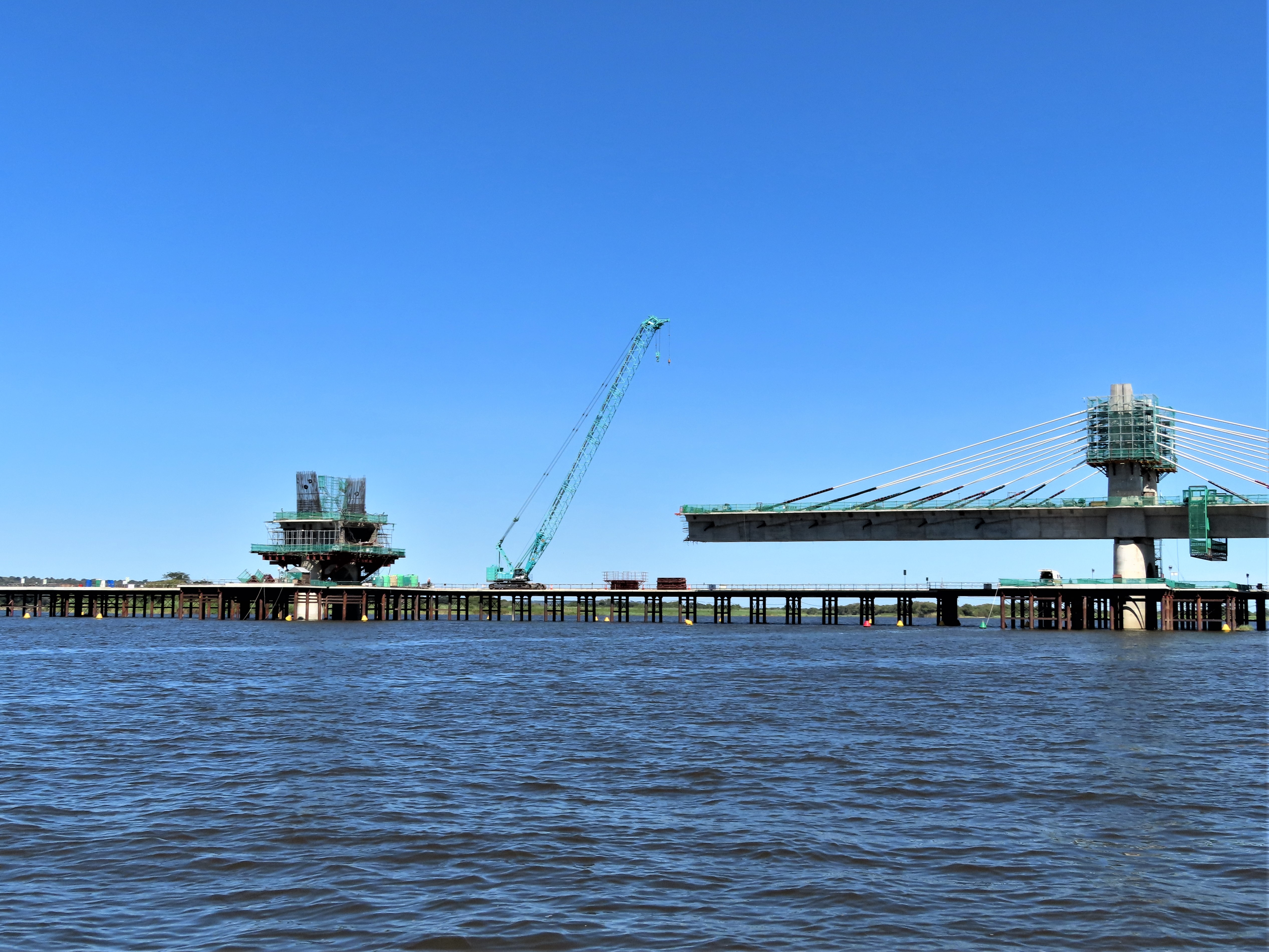
2019年3月，建设中的卡宗古拉大桥

2007年8月，赞比亚和博茨瓦纳两国政府宣布，将建设桥梁以取代两国之间的轮渡。
工程由韩国大宇建设承办，总预算为2亿5930万美元（得到日本国际协力机构及非洲开发银行的资金支持），于2014年10月12日开工。由于COVID-19疫情的扩散，大桥延迟至2021年5月10日开通。